# 石排站
石排站（英語：Shek Pai Stop）是輕鐵的鐵路車站，代號170，屬於單程車票第2收費區（元朗方向除610線外所有路線的最後一個屬第2收費區的車站，南行方向則為首個屬該收費區的車站），共有2個月台，共有4條輕鐵路線途經此站。車站位於石排頭路以及鳴琴路交界，即山景邨與大興邨之間。由於此站旁邊的馬路較彎，因此石排站是一個空隙較大及彎度較大的輕鐵站，乘客上落車時應注意。

## 車站構造

### 車站樓層
| 地面              | 出口 | 旺賢街、翠鳴臺 |   |  |
| 地面              | 月台 | \| 側式 · 開左邊车门 \| \| \| \| \| \| \| \| 輕鐵505綫往兆康（新圍） 輕鐵610綫往元朗（大興（北）） 輕鐵615綫往元朗（新圍） 輕鐵615P綫往兆康（新圍） \| 1 \| \| \| \| 2 \| 輕鐵505綫往三聖（鳴琴） 輕鐵610綫往屯門碼頭（鳴琴） 輕鐵615綫往屯門碼頭（鳴琴） 輕鐵615P綫往屯門碼頭（鳴琴） \| \| \| \| 側式 · 開左邊车门 \| \| \| \| \| |   |  |
| 地面              | 出口 | 鳴琴路、大興邨 |   |  |
| 側式 · 開左邊车门 |      | |   |  |
|                   |      | 輕鐵505綫往兆康（新圍） 輕鐵610綫往元朗（大興（北）） 輕鐵615綫往元朗（新圍） 輕鐵615P綫往兆康（新圍） | 1 |  |
|                   | 2    | 輕鐵505綫往三聖（鳴琴） 輕鐵610綫往屯門碼頭（鳴琴） 輕鐵615綫往屯門碼頭（鳴琴） 輕鐵615P綫往屯門碼頭（鳴琴） |   |  |
| 側式 · 開左邊车门 |      | |   |  |

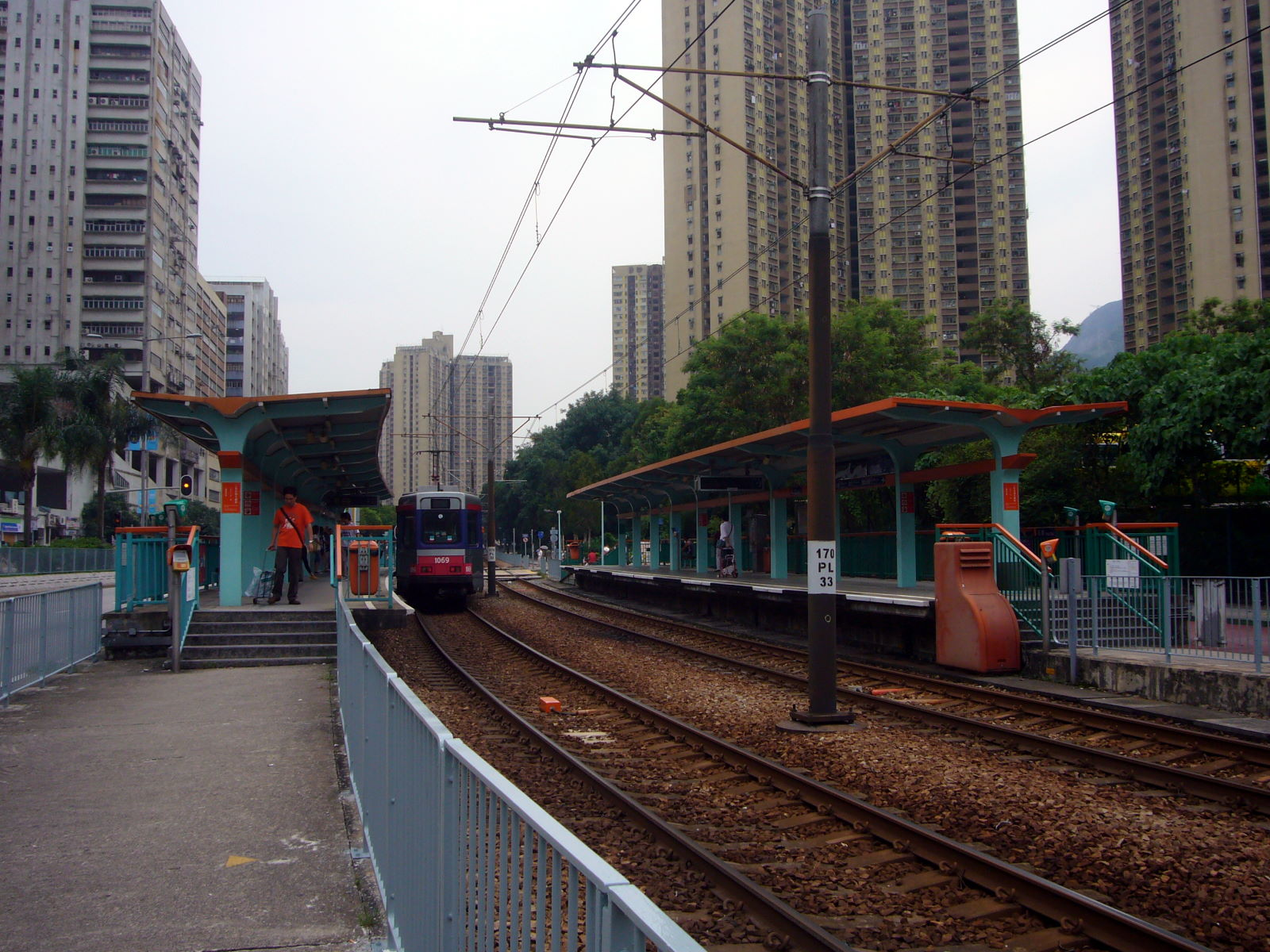
石排站北部（2008年8月）
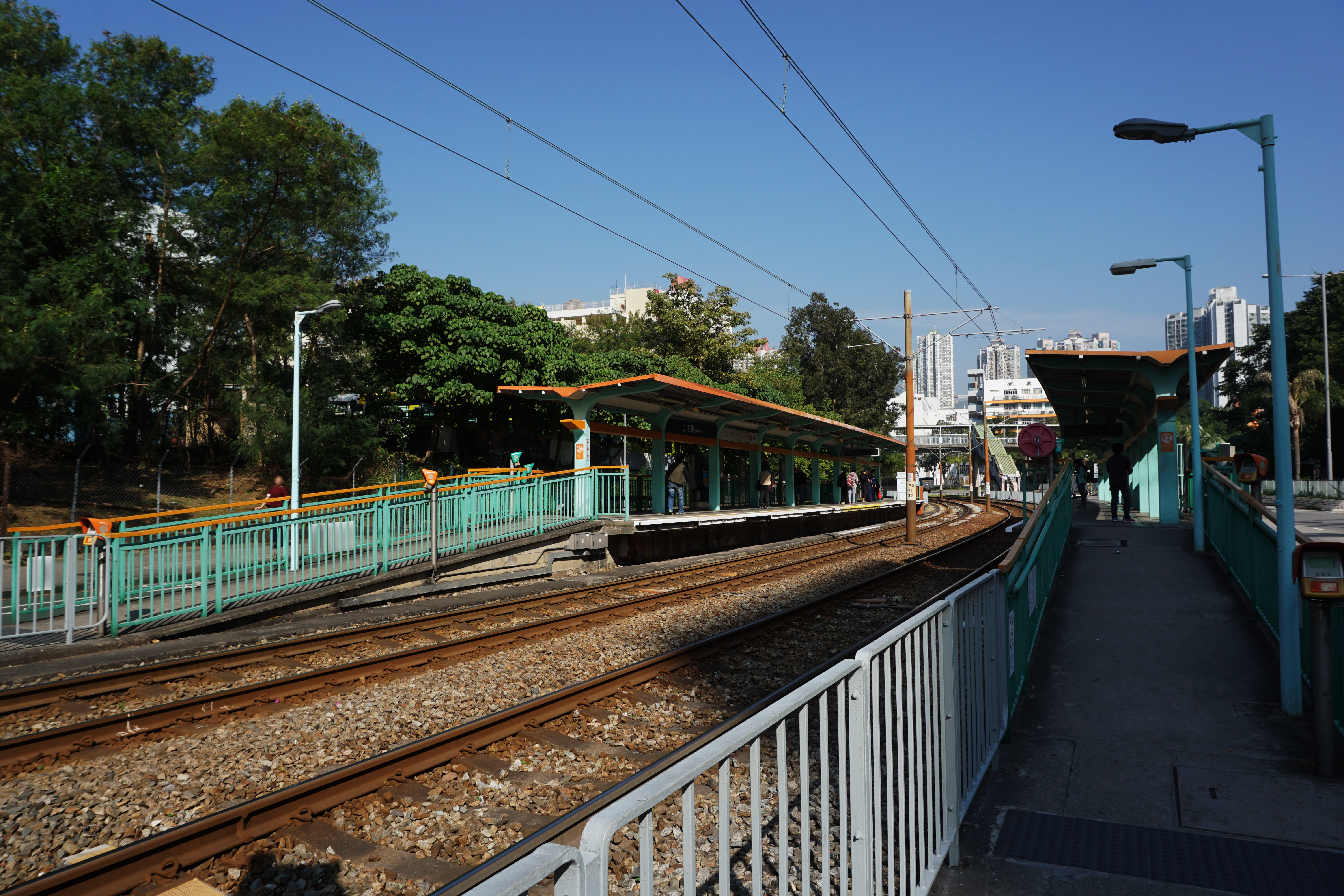
石排站南部（2016年12月）

### 車站周邊
- 山景邨
- 翠鳴臺
- 大興邨
- 鄰舍輔導會大興宿舍
- 屯門工業區西北面
  - 德雅工業中心
  - 偉昌工業中心
- 大興電話機房
- 仁愛堂陳黃淑芳紀念中學
- 明愛屯門馬登基金中學
- 石排頭休憩處
- 東灣莫羅瑞華學校
- 宣道中學
- 崇真書院

## 外部連結
- 港鐵公司 - 輕鐵及巴士服務 - 輕鐵街道圖 （页面存档备份，存于）
- 港鐵公司 - 輕鐵及巴士服務 - 輕鐵行車時間表 （页面存档备份，存于）